# Honda CX
Pour les articles homonymes, voir CX.

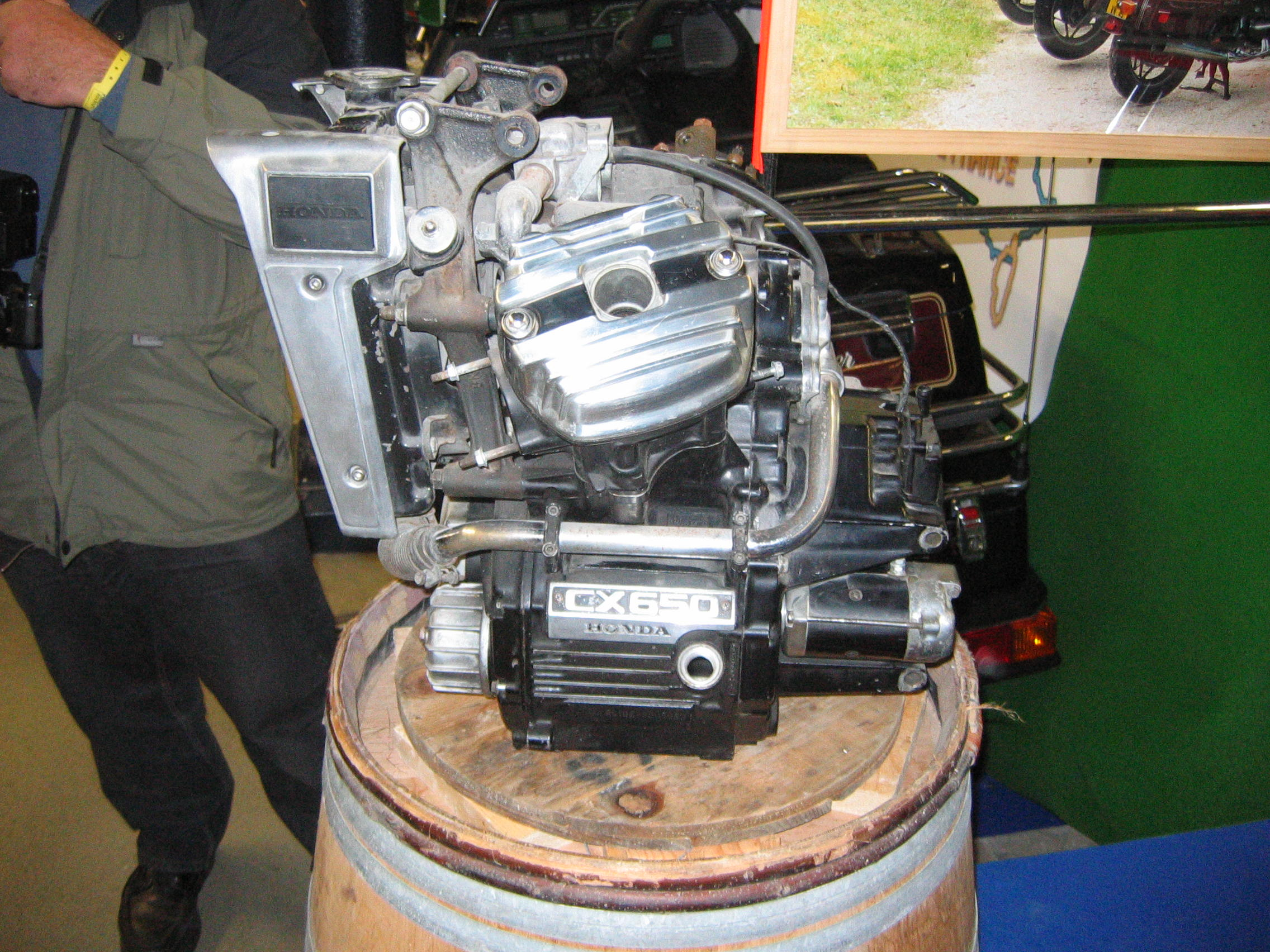
Moteur de CX 650.

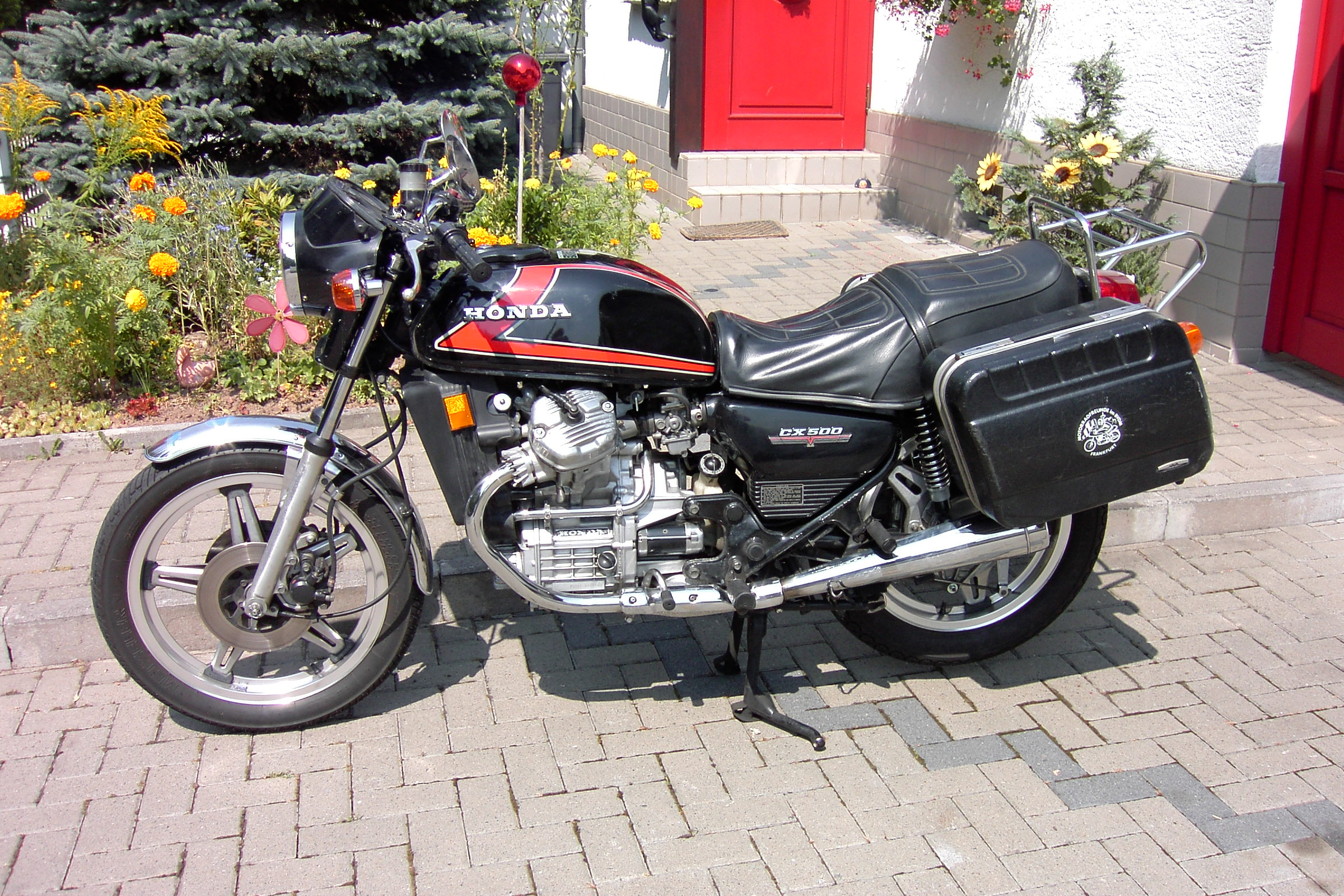
Honda CX 500 en livrée noire avec porte bagages et valises.

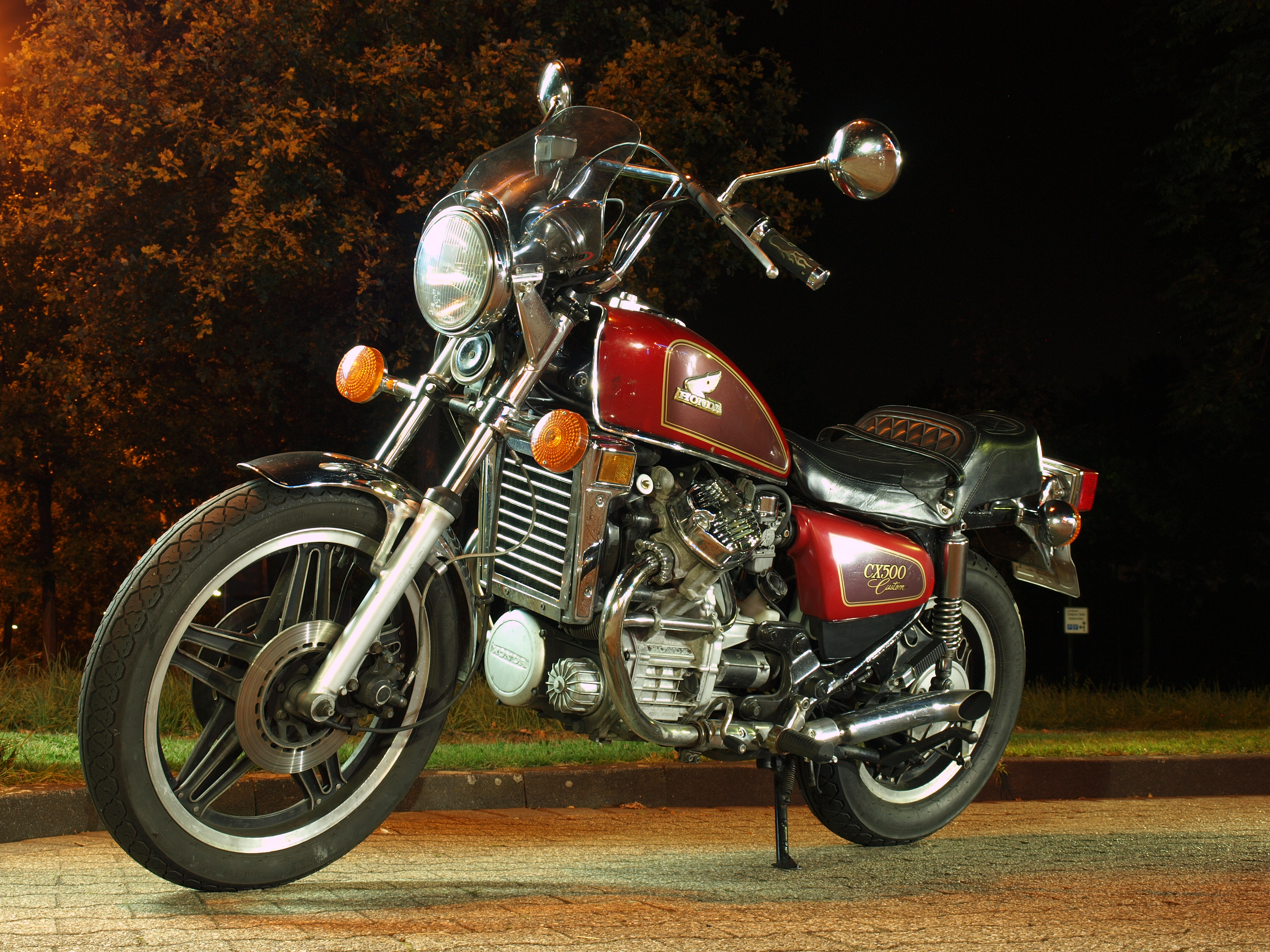
Honda CX 500 C.

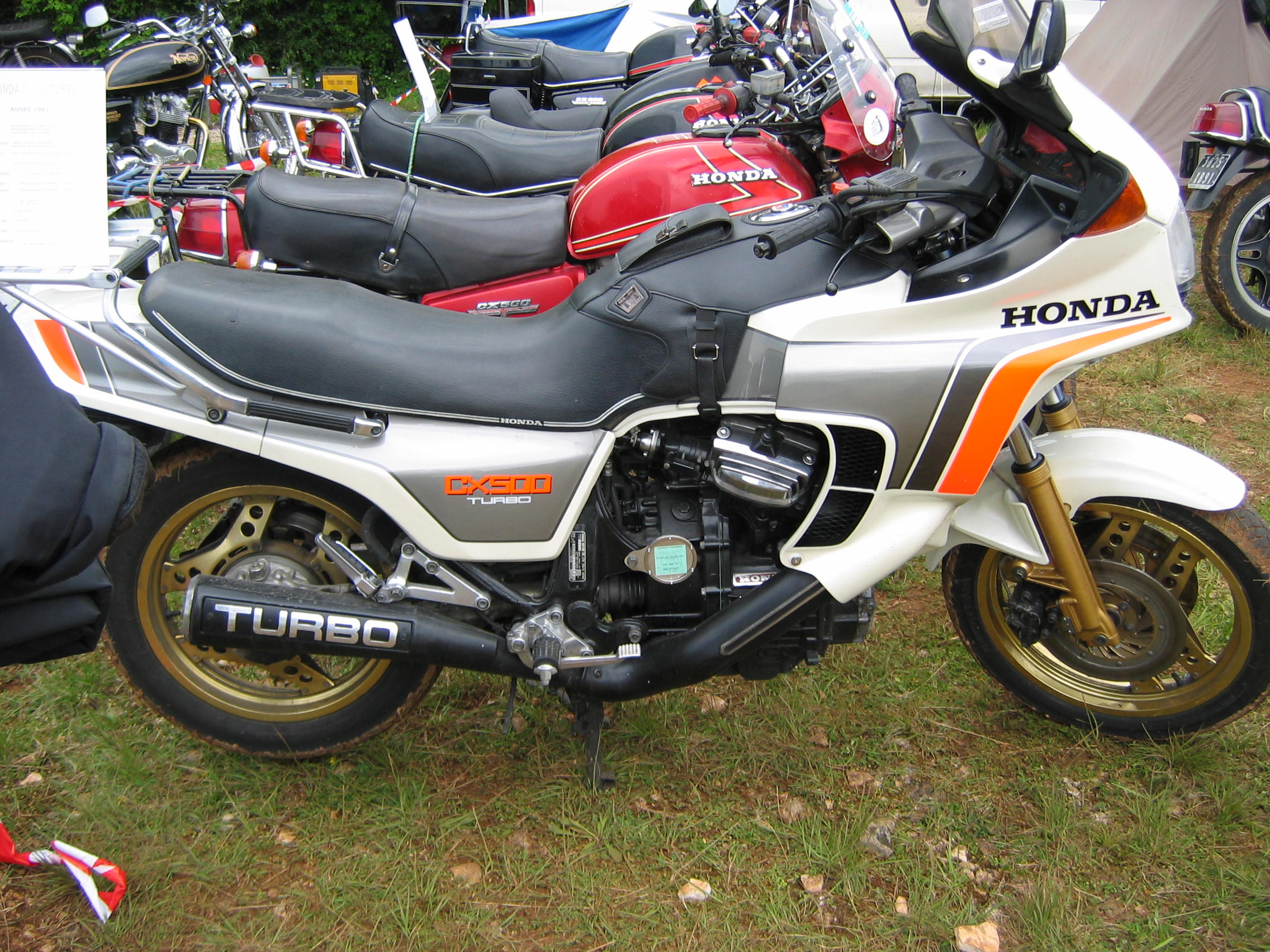
Honda CX 500 Turbo.

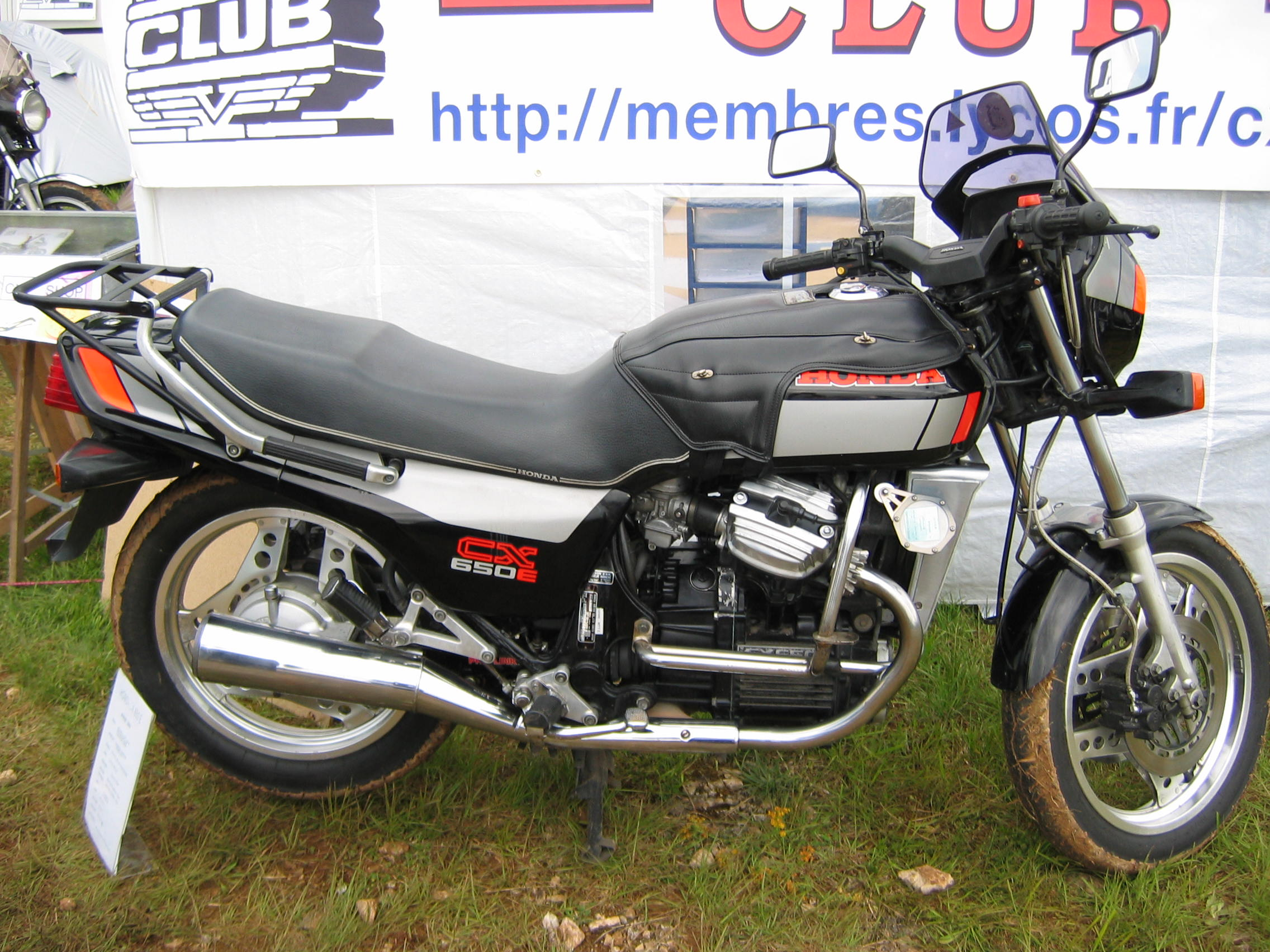
Honda CX 650 E.

Honda CX est une gamme de motos commercialisées par Honda, bicylindres en V face à la route, développées par l'ingénieur Shoichiro Irimajiri. Les Honda GL sont dotées du même type de moteur à quatre temps, il en est également question dans cet article.

## Histoire
Les premiers prototypes datent de 1976 et étaient animés par un moteur de 350 cm3 refroidi par air (dénomination « CX 360 »),, mais la série des CX n'a été commercialisée en France qu'en 1978, avec la CX 500 « classic » de 496,9 cm3 et jusqu'en 1986 pour les GL 650 SilverWing.
Bouleversant tous les concepts établis de l'époque, la CX 500, avec ses qualités de confort et d'agrément d'usage, un moteur aussi souple que silencieux et une transmission par arbre, en feront l'un des plus grands succès de Honda.
À sa sortie à Noël 1977, cette moto à l'esthétique bien à elle et aux caractéristiques techniques atypiques avait enthousiasmée la presse spécialisée, certains journalistes évoquant même une « révolution ». En effet, outre son architecture moteur la CX 500 proposait un certain nombre de « premières » pour Honda (bicylindre, moteur en V, transmission par arbre) et pour le monde de la moto (pneus tubeless) ou l'absence — rare à cette époque — de kick-starter et donc la présence d'un démarreur électrique pour seule possibilité de démarrage et par voie de conséquence, la nécessité d'avoir une batterie toujours bien chargée.
La CX fut également une des rares motos (la seule Honda) à être produite en version Turbo, particulièrement puissante, mais trop peu efficace à bas régime. En 1981, la CX 500 Turbo fut la première machine à connaître ce genre de suralimentation. Il y eut par la suite un modèle 650 Turbo, mais ces deux versions, très chères, ne connurent pas un grand succès commercial et n'eurent pas de suite. Ces deux modèles étaient équipés d'un carénage intégral.

## Caractéristiques

### Moteur
Ces motos, à moteur à quatre temps, sont toutes des modèles à moteur en V face à la route, bicylindres refroidis par liquide et à transmission par arbre à cardan. Les autres caractéristiques étant empruntées à la gamme Honda GL. La CX a été la première moto bicylindre en V jamais construite par Honda. Ce type de moteur était nouveau pour les Japonais à cette époque, et pour Honda en particulier. L'angle choisi pour les cylindres est de 80° avec un volant d'inertie relativement lourd pour assurer une bonne régularité cyclique à bas régime. Il n'y avait pas de cylindres, ceux-ci étant inclus dans la fonderie du bloc-moteur suivant une technique courante en automobile.
La distribution du bicylindre est assurée par tiges de culbuteurs et quatre soupapes par cylindre, chaque culbuteur (à fourche) actionnait simultanément deux soupapes, alors que jusque-là, les arbres à cames en tête étaient préférées par Honda sur ses précédents moteurs à quatre temps. Fait aussi inhabituel : afin de ne pas gêner les genoux du conducteur, les culasses, directement dérivées de celles d'un moteur de course, sont pivotées de 22°, ce qui permet de resserrer les carburateurs, au prix d'une sortie vers l'extérieur des échappements.

### Transmissions
Par rapport aux marques concurrentes (motos à transmission par cardan, dites à transmission acatène), les Honda CX se démarquaient par une quasi absence du couple de renversement, grâce à la présence d'un vilebrequin longitudinal, et une boîte de vitesses douce, grâce à l'utilisation d'une démultiplication primaire. Cette architecture différencie la Honda des bicylindres Moto Guzzi ou BMW, l'ensemble moteur-boîte étant beaucoup plus court sur la Honda, la boîte étant située sous le moteur. Cela avait aussi pour conséquence de relever le centre de gravité et donc le poids ressenti lors des manœuvres lentes et les « pif-pafs ». Le vilebrequin entraînant l'embrayage qu'il surmonte et les rotations en sens contraire de ces deux éléments annihilaient le fameux couple de renversement propre aux moteurs tournant dans l'axe de la moto.
La puissance est transmise par un arbre de transmission cannelé qui entraîne un engrenage conique auquel la roue est reliée via un système qui absorbe et amortit les chocs et les vibrations de la transmission. L'entraînement conique tourne dans un bain d'huile et un graisseur permet de lubrifier le roulement de l'arbre.
Malgré des qualités de moteur certaines, les CX n'ont jamais été des sportives, mais uniquement des motos de tourisme, axées sur la souplesse, l'entretien réduit, la fiabilité, la position confortable, etc. Les premiers modèles bénéficiaient d'un tendeur de chaîne (Hy-Vo) de distribution manuel, nécessitant un réglage périodique, d'ailleurs sur les tout premiers modèles, un défaut de fabrication du silent block de ce tendeur (la vis de serrage serrait sur le caoutchouc trop large et non sur le corps métallique) a provoqué une cascade de casses moteur. Par la suite, les différents modèles de CX furent munies de tendeur « automatique ».

### Cadre
Tous les modèles sont équipés de cadres en tube d'acier avec une grande poutre centrale, le moteur étant suspendu et participant à la rigidité. Les modèles à double amortisseur utilisaient une poutre à tube unique tandis que les derniers modèles Pro-Link utilisaient une poutre à triple tube.

### Roues
Les roues ComStar combinent la flexibilité des roues à rayons avec la résistance et les caractéristiques des roues monobloc. La CX500 a été la première moto de série à utiliser des pneus sans chambre à air (tubeless).
Honda avait introduit les roues ComStar environ un an plus tôt sur les CB250T/400T Dream ainsi que sur les CB750F2 et GL1000 Gold Wing, bien que celles-ci comportaient des jantes standard nécessitant des chambres à air.

## Gamme
On distingue les modèles Classic, Custom et E, que l'on qualifierait actuellement de roadster et les modèles GL qui sont plutôt dans la catégorie des routières de par leur carénage. D'ailleurs, de nombreuses pièces de carénage sont communes entre les GL de la gamme CX et les GL 1000, premières des lignées Goldwing.

### Modèles commercialisés
- CX 500 Classic (1978-1982) : la CX500 « standard » qui connaitra quelques évolutions cosmétiques au fil du temps.
- CX 500C Custom (1980-1983) : version « américanisée » de la CX 500 standard (grand guidon « cornes de vache », petit réservoir « goutte d'eau », roue de 16" et gros pneu arrière, et des chromes plus abondants). Encore plus confortable que la version standard[1].
- CX 500D Deluxe (1978) : produite aux États-Unis.
- CX 500E Eurosport (1982-1983) : allumage entièrement transistorisé, suspension arrière Pro-Link.
- CX 500 Turbo (1981-1982) : d'une grande complexité technique (injection et turbo)[8], « carrossée » par le designer italien Michelotti, elle offrait un carénage offrant un rare niveau de protection faisant partie intégrante de la moto[1].
- GL 500 Silver Wing (1980-1983)[9],[10].
- CX 400 Classic (1981-1983).
- CX 400 Custom (1981-1983).
- CX 400 Eurosport.
- CX 650 Custom.
- CX 650 Eurosport (1983-1986).
- CX 650 Turbo (1983-1984) : muni d'un carénage, le modèle ne fut commercialisé que dans certains pays européen, aux États-Unis et au Canada[11],[12].
- GL 650 Silver Wing (1983-1986) : bien équipée (sacoches amovibles et carénages tête de fourche, top case en option) et loin d'être une Gold Wing « du pauvre », la Silver Wing était une moyenne cylindrée pour la ville et le grand tourisme[1],[13].
- GL 700 Wing (1983-1984).

Certains modèles n'ont pas été importés en France, comme la 650 Custom ou la GL 700.

### Caractéristiques comparées
| Modèle      | Moteur et alimentation | Puissance et couple max.                          | Freins et roues                                                           | Réservoir (réserve) | Dimensions L × l × h   | Poids (avec pleins) | Vitesse max. |
| ----------- | --- | ------------------------------------------------- | ------------------------------------------------------------------------- | ------------------- | ---------------------- | ------------------- | ------------ |
| CX500       | - 4 temps, bicylindre en V à 80° - 497 cm3 - 8 soupapes, alésage × course = 78 × 52 mm - 2 carburateurs Keihin Ø 35 mm - Compression 10,0:1 - Démarrage électrique (pas de kick)  | - 50 ch à 9 000 tr/min - 4,35 kg m à 7 000 tr/min | - AV : 2 disques 196 mm - Roue de 19" - AR : tambour 160 mm - Roue de 18" | 17 L (3,5 L)        | 2 240 × 875 × 1 170 mm |                     |              |
| CX500C      | - 4 temps, bicylindre en V à 80° - 497 cm3 - 8 soupapes, alésage × course = 78 × 52 mm - 2 carburateurs Keihin Ø 35 mm - Compression 10,0:1 - Démarrage électrique (pas de kick)  | - 50 ch à 9 000 tr/min - 4,35 kg m à 7 000 tr/min | - AV : 2 disques 196 mm - Roue de 19" - AR : tambour 160 mm - Roue de 16" | 11 L (2,5 L)        | 2 240 × 875 × 1 170 mm | 205 kg (219 kg)     | 170 km/h     |
| CX500E      | - 4 temps, bicylindre en V à 80° - 497 cm3 - 8 soupapes, alésage × course = 78 × 52 mm - 2 carburateurs Keihin Ø 35 mm - Compression 10,0:1 - Démarrage électrique (pas de kick)  | - 50 ch à 9 000 tr/min - 4,35 kg m à 7 000 tr/min | - AV : 2 disques 275 mm - Roue de 18" - AR : disque 275 mm - Roue de 18"  | 19 L                |                        | 208 kg (225 kg)     |              |
| CX500D      | - 4 temps, bicylindre en V à 80° - 497 cm3 - 8 soupapes, alésage × course = 78 × 52 mm - 2 carburateurs Keihin Ø 35 mm - Compression 10,0:1 - Démarrage électrique (pas de kick)  | - 50 ch à 9 000 tr/min - 4,35 kg m à 7 000 tr/min | ?                                                                         | ?                   | ?                      | ?                   | ?            |
| GL500       | Idem CX 500 sauf carburateurs Ø 34 mm | - 50 ch à 9 000 tr/min - 4,6 kg m à 7 000 tr/min  | - AV : 1 disque 240 mm - Roue de 19" - AR : tambour - Roue de 16"         | 17,5 L (2,6 L)      |                        | 240 kg              | 175 km/h     |
| CX500 Turbo | Idem CX500 sauf turbocompresseur et injection | - 82 ch à 8 000 tr/min - 7,5 kg m à 7 000 tr/min  | - AV : 2 disques 245 mm - Roue de 18" - AR : disque 245 mm - Roue de 17"  | 20 L                | 2 260 × 720 × 1 345 mm | 227 kg (264 kg)     | 194 km/h     |
| CX400       | - 4 temps, bicylindre en V à 80°, 396 cm3 - 8 soupapes, alésage × course = 73 × 47,4 mm - 2 carburateurs Keihin Ø 34 mm - Compression 10,0:1 - Démarrage électrique (pas de kick) | - 42 ch à 9 500 tr/min - 3,37 kg m à 7 500 tr/min | - AV : 2 disques - Roue de 18" - AR : disque - Roue de 18"                | 19 L                |                        | 225 kg              |              |
| CX400E      | - 4 temps, bicylindre en V à 80°, 396 cm3 - 8 soupapes, alésage × course = 73 × 47,4 mm - 2 carburateurs Keihin Ø 34 mm - Compression 10,0:1 - Démarrage électrique (pas de kick) | - 42 ch à 9 500 tr/min - 3,37 kg m à 7 500 tr/min | - AV : 2 disques - Roue de 18" - AR : disque - Roue de 18"                | 19 L                |                        | 225 kg              |              |
| CX400C      | - 4 temps, bicylindre en V à 80°, 396 cm3 - 8 soupapes, alésage × course = 73 × 47,4 mm - 2 carburateurs Keihin Ø 34 mm - Compression 10,0:1 - Démarrage électrique (pas de kick) | - 42 ch à 9 500 tr/min - 3,37 kg m à 7 500 tr/min | - AV : 2 disques 275 mm - Roue de 19" - AR : 1 tambour - Roue de 16"      | 11 L                |                        | 200 kg              |              |
| CX650C      | - 4 temps, bicylindre en V à 80°, 673 cm3 - 8 soupapes, alésage × course = 82,5 × 63 mm - 2 carburateurs Keihin Ø 39 mm - Compression 9,8:1 - Démarrage électrique (pas de kick)  | - 61 ch à 8 000 tr/min - 6,1 kg m à 6 500 tr/min  | - AV : 1 disque - Roue de 18" - AR : 1 tambour - Roue de 18"              | 12,5 L              |                        | 215 kg              |              |
| CX650E      | - 4 temps, bicylindre en V à 80°, 673 cm3 - 8 soupapes, alésage × course = 82,5 × 63 mm - 2 carburateurs Keihin Ø 39 mm - Compression 9,8:1 - Démarrage électrique (pas de kick)  | - 61 ch à 8 000 tr/min - 6,1 kg m à 6 500 tr/min  | - AV : 2 disques 280 mm - Roue de 18" - AR : disque 280 mm - Roue de 18"  | 19 L                |                        | 227 kg (235 kg)     | 186 km/h     |
| CX650 Turbo | Idem CX650 sauf turbocompresseur et injection | - 100 ch à 8 000 tr/min - 9,3 kg m à 6 000 tr/min | - AV : 2 disques 280 mm - Roue de 18" - AR : disque 300 mm - Roue de 17"  | 20 L                |                        | 260 kg              | 200 km/h     |
| GL650       | Idem CX650 sauf carburateurs Ø 34 mm | - 64 ch à 8 000 tr/min - 6,2 kg m à 6 500 tr/min  | - AV : 2 disques 240 mm - Roue de 19" - AR : tambour - Roue de 16"        | 17,5 L (2,6 L)      |                        | 217 kg (240 kg)     | 175 km/h     |
| GL700       | Idem GL650 | Idem GL650                                        | Idem GL650                                                                | Idem GL650          | Idem GL650             | Idem GL650          | Idem GL650   |

### Problèmes courants
Les modèles 400 et 500 étaient très fiables. Il y a eu sur les premiers 500 plusieurs campagnes de rappel sur le tendeur de chaîne de distribution qui a connu plusieurs évolutions.
Le joint de pompe à eau fuyait assez rapidement et son remplacement nécessitait un outil spécial pour sertir sa cage extérieur dans le logement. Cela se faisait moteur dans le cadre mais si besoin, la dépose moteur était très simple sur les CX.
Une panne rarissime a été traitée par Honda France au tout début de 1978; la chute du niveau d'aimantation du rotor de l'alternateur, ce qui empêchait la recharge de la batterie et à terme l'impossibilité de démarrer, faute de kick.
Sur les 650 à cause de la diminution de l'épaisseur du plan de joint de la chambre d'eau par rapport à l'alésage, on a vu quelques fuites de joint de culasse. Ennuyeux, lorsque ce n'est pas identifié assez tôt, car la corrosion du plan de joint peu entraîner le changement complet du bloc-moteur.
Toujours sur les 650 quelques problème de roue libre de démarreur. Le simple changement de viscosité d'huile pouvant retarder le remplacement des pièces.